# Koh Kong (huyện)
Huyện Kaôh Kŏng là một huyện đảo ở tỉnh Koh Kong, tây nam Campuchia. Vùng này đã bị Thái Lan chiếm đóng và có tên "Changwat Pra-chan-ta-kee-ree-khet" (tiếng Thái: จังหวัดประจันตคีรีเขตร์) và thành một tỉnh Thái Lan. Trong thời Pháp thuộc, Pháp đã chiếm lại khu vực này.

## Các đơn vị trực thuộc
| Kaôh Kŏng     |                                                             |
| Khum (Xã)     | Phum (Làng)                                                 |
| Chrouy Pras   | Chrouy Pras, Thmei                                          |
| Kaoh Kapi     | Phum Ti Muoy, Phum Ti Pir, Kaoh Sralau                      |
| Ta Tai Kraom  | Kaoh Andaet, Anlong Vak                                     |
| Trapeang Rung | Dei Tumneab, Kaoh Kong Knong, Preaek Angkonh, Trapeang Rung |